# Richmond Robins
Die Richmond Robins waren ein US-amerikanisches Eishockeyfranchise der American Hockey League aus Richmond, Virginia. 

## Geschichte
Die As de Québec wurden 1971 nach Richmond, Virginia, umgesiedelt, wo sie unter dem Namen Richmond Robins als Farmteam der Philadelphia Flyers aus der National Hockey League in der American Hockey League spielten. Nachdem sie in ihrer ersten AHL-Spielzeit noch die Playoffs verpasst hatten, schieden sie in den folgenden Jahren drei Mal bereits in der ersten Playoffrunde aus. Bestes Saisonergebnis für die Robins war das Erreichen der zweiten Playoff-Runde, in der sie den Hershey Bears mit 1:4 Siegen unterlagen, gegen die sie bereits in der Vorsaison in der ersten Runde ausschieden. Im Anschluss an die Saison 1975/76 entschieden sich die Philadelphia Flyers, ihr Farmteam aufzulösen.

## Saisonstatistik
Abkürzungen: GP = Spiele, W = Siege, L = Niederlagen, T = Unentschieden, OTL = Niederlagen nach Overtime SOL = Niederlagen nach Shootout, Pts = Punkte, GF = Erzielte Tore, GA = Gegentore, PIM = Strafminuten
| Saison  | GP | W  | L  | T  | OTL | SOL | Pts | GF  | GA  | Platz     | Playoffs                        |
| 1971–72 | 76 | 29 | 34 | 13 | —   | —   | 71  | 237 | 218 | 5., West  | nicht qualifiziert              |
| 1972–73 | 76 | 30 | 36 | 10 | —   | —   | 70  | 272 | 280 | 4., West  | Niederlage in der ersten Runde  |
| 1973–74 | 76 | 22 | 40 | 14 | —   | —   | 58  | 248 | 320 | 4., South | Niederlage in der ersten Runde  |
| 1974–75 | 75 | 29 | 39 | 7  | —   | —   | 65  | 261 | 293 | 2., South | Niederlage in der ersten Runde  |
| 1975–76 | 76 | 29 | 39 | 8  | —   | —   | 66  | 262 | 297 | 2., South | Niederlage in der zweiten Runde |

## Team-Rekorde

### Karriererekorde
Spiele: 229  Larry Wright
Tore: 95  Danny Schock
Assists: 130  Rene Drolet
Punkte: 221  Rene Drolet
Strafminuten: 500  Jack McIlhargey